# Alen Jukić
Alen Jukić (9 ottobre 1975) è un ex giocatore di calcio a 5 croato.

## Carriera
Come massimo riconoscimento in carriera vanta la partecipazione al FIFA Futsal World Championship 2000 in cui la nazionale croata – al debutto nella competizione – è stata eliminata nel girone del secondo turno comprendente Spagna, Portogallo e Paesi Bassi. L'anno successivo Jukić figura tra i convocati allo UEFA Futsal Championship 2001 in cui la Croazia non supera il primo turno.